# Folkehuset Absalon
Folkehuset Absalon er et privat drevet kultur- og forsamlingshus med aktiviteter og fællesspisning i den tidligere Absalons Kirke, Sønder Boulevard, Vesterbro i København.
I 2012 solgte ejeren af den internationale butikskæde Tiger, Lennart Lajboschitz, 70% af kæden og overskuddet ved den handel har han blandt andet brugt til at købe og ombygge kirken, og i august 2015 åbnede byens nye folkehus, hvor lokale og resten af byens beboere kan mødes hver dag mellem kl. 7 morgen og midnat.
Hver aften er der fællesspisning. Mangfoldige andre aktiviteter udspiller sig i huset: bordtennis, koncerter, film, yoga, foredrag m.v.
Husets farver er kreeret af kunstneren Tal R. Møblerne en antydning af nostalgi.
Absalons Kirke er fra 1934, tegnet af Axelborg-arkitekterne Arthur Wittmaack og Vilhelm Hvalsøe.
Absalons Kirke blev taget ud af brug som folkekirke i 2014, hvor den tidligere menighed flyttede til Enghave Kirke.